# Harad (Jemen)
Harad – miasto w Jemenie, w muhafazie Hadżdża. W 2004 roku liczyło 26 763 mieszkańców.